# Knektaparken

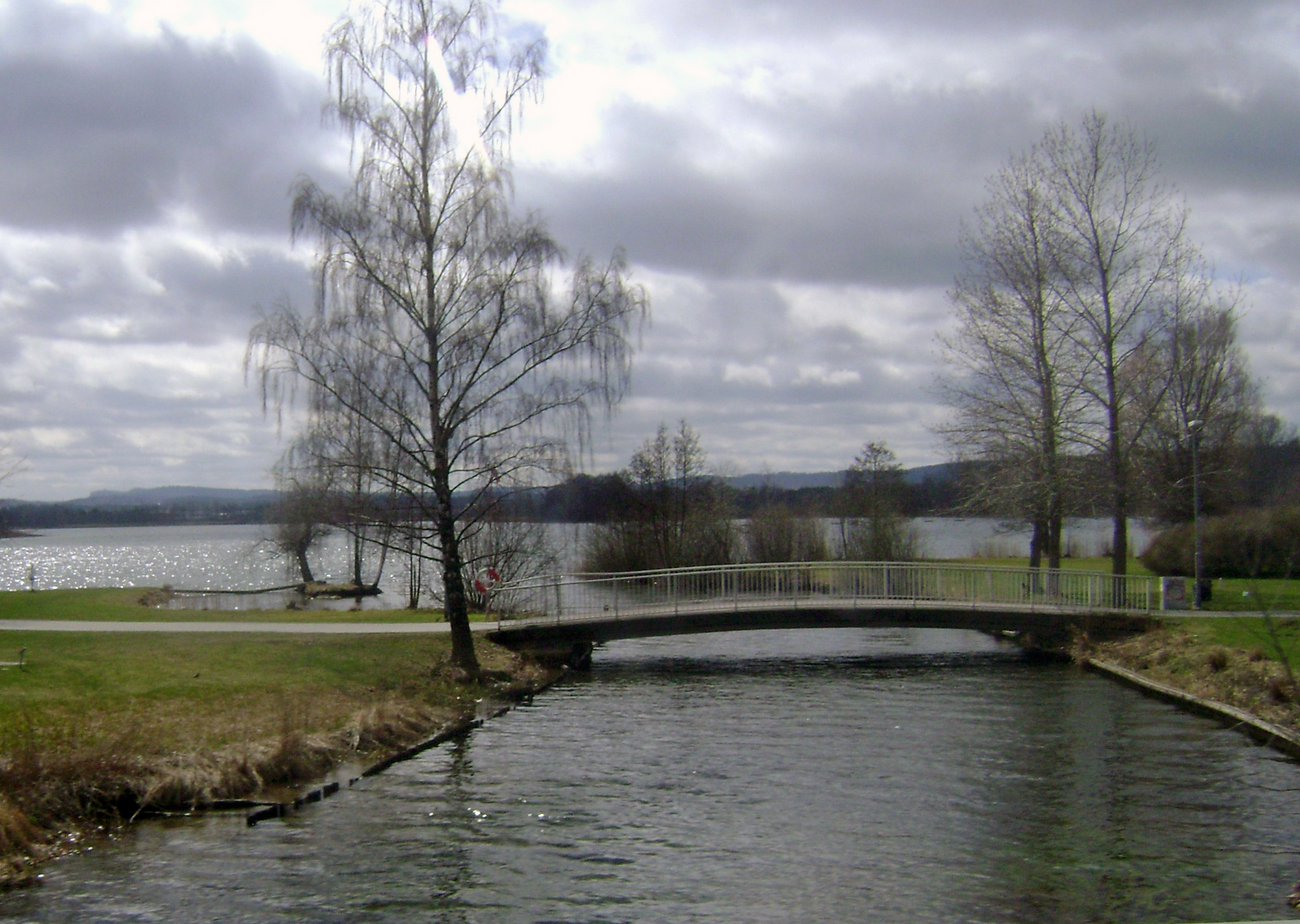
Friskvatteninloppet från Vättern i Knektaparkens nordöstra del

Knektaparken är en park vid norra stranden vid Rocksjön på Öster i Jönköping.
Knektaparken har anor från 1800-talet, men har framför allt anlagts som park sedan mitten av 1900-talet. Parken domineras av öppna gräsytor, vilka är bevuxna med enstaka träd och friväxande buskar. Parken gränsar i sydväst till John Bauers park. I öster gränsar Knektaparken till Liljeholmskanalen, genom vilken vatten pumpas till Rocksjön från en pumpstation vid Vätterns strand.
I Knektaparken ligger sedan 2016 Rocksjöstadion (Kanotstadion Jönköpings Energi Arena). I parken finns också en 9-håls- och en 18-hålsfrisbeegolfbana. Knektaparken är startplatsen för båda banorna. 9-hålsbanan går i Knektaparken och den längre banan fortsätter genom John Bauers Park till Kålgårdsparken.
I västra delen av parken finns Knektadammen och sedan början av 2023 byggs en pumpstation för dagvatten för att minska risken för översvämningar
Knektaparken är avsedd att vara stadens park för utrymmeskrävande utomhusevenemang. Under 2019 byggdes en meterhög mur runt parken, som skydd mot eventuella terrordåd.